# Penpot
Penpot, anteriormente llamado UXBOX  , es un editor de creación de prototipos de proyectos de diseño y gráficos vectoriales basado principalmente en el navegador web, con un cliente de escritorio para GNU/Linux, macOS y Windows .  Se distribuye bajo la licencia de Software Libre Mozilla Public License, version 2.0 (en)  y se puede instalar una instancia en un servidor web gestionado por el usuario, similar a Wordpress. Tiene herramientas pensadas para diseñadores, desarrolladores, equipos de productos y otras partes interesadas    Con características como Flex Layout  y Code Inspect, permite la colaboración en tiempo real entre diseñadores y desarrolladores. Se espera implementar el diseño de cuadrícula. 
Es desarrollado por Kaleidos, una empresa española con sede en Madrid. La primera versión alfa se lanzó el 2 de febrero de 2021 y se presentó en FOSDEM 2021. 

## Historia[1]
2011-2014: Fundación "Kaleidos Open Source"
El equipo detrás de Penpot funda Kaleidos Open Source, una consultora de software en España que cree firmemente en el código abierto.
2015-2018: Integrando Desarrollo y Diseño
Kaleidos trae diseñadores internos y se enfoca en integrar el desarrollo con el diseño. La empresa lanza Taiga, una herramienta ágil de gestión de proyectos de código abierto que gana reconocimiento en todo el mundo.
2019-2020: El nacimiento de Penpot
El equipo identifica la necesidad de mejores herramientas de diseño de código abierto y deciden crear una solución por ellos mismos. El primer prototipo se creó durante la semana de Innovación Personal de Kaleidos (Piweek) y se denominó UXBOX.
Febrero de 2021: lanzamiento público de Penpot
La plataforma se etiqueta inicialmente como un producto alfa tras su lanzamiento público.
2021: Formando la comunidad Penpot inicial y pasando a la versión beta
Se forma la comunidad inicial de Penpot y el proyecto recibe financiación pública en España. La plataforma pasa de Alpha a Beta en noviembre, experimentando un aumento en la adopción y apoyo.
2022: Garantía de Inversión Serie A
Penpot encuentra el socio Serie A adecuado en Decibel, que lidera una ronda de inversión de 8 millones de dólares. Se trata de la mayor Serie A para una empresa española de código abierto hasta la fecha.
Enero de 2023: Penpot sale oficialmente de la versión beta
A lo largo de su evolución, el equipo de Penpot se ha dedicado a cerrar la brecha entre desarrolladores y diseñadores. Nuestros esfuerzos han dado como resultado una herramienta que no sólo es estable y rica en funciones, sino que también cuenta con el respaldo de una comunidad comprometida y solidaria.